# سویتلیک (ناحیه تشسکی کروملوف)
سویتلیک (به چکی: Světlík) یک منطقهٔ مسکونی در جمهوری چک است که در ناحیه تشسکی کروملوو واقع شده‌است. سویتلیک ۲۶٫۸۹ کیلومتر مربع مساحت و ۲۳۸ نفر جمعیت دارد و ۷۷۶ متر بالاتر از سطح دریا واقع شده‌است.